# Tricky
Adrian Nicholas M. Thaws mais conhecido como Tricky (Knowle West, 27 de Janeiro de 1968) é um músico e actor inglês. Como produtor e músico, é conhecido por um som obscuro, rico em camadas e um sussurro sprechgesang, estilo lírico. Culturalmente, o artista incentiva uma música rock, particularmente na sua fusão musical de rock e hip hop. O seu álbum de estreia, Maxinquaye, foi indicado para o Mercury Prize e votado "Álbum do Ano" pela revista NME. Su segundo álbum Nearly God contém uma versão de "Tattoo" de Siouxsie and the Banshees.

## Discografia
Álbuns de estúdio
- Maxinquaye (1995)
- Nearly God (1996)
- Pre-Millennium Tension (1996)
- Angels with Dirty Faces (1998)
- Juxtapose (1999) (com DJ Muggs e Dame Grease)
- Blowback (2001)
- Vulnerable (2003)
- Knowle West Boy (2008)
- Mixed Race (2010)
- False Idols (2013)